# 초록봉
초록봉(草錄峰)은 대한민국 강원특별자치도 동해시에 위치한 높이 531 m의 산이다. 동해 8경중 8경으로 선정되었으며, 정상에선 동해시와 동해바다를 전망할 수 있다. 오늘날 시민들의 휴식공간 및 소원을 빌기위한 장소로도 많은 사람들이 찾고있다.
또한 방송 송신 시설이 설치되어 운영되고 있다.